# Mimosa serra
Mimosa serra är en ärtväxtart som beskrevs av Arturo Erhardo Erardo Burkart. Mimosa serra ingår i släktet mimosor, och familjen ärtväxter. Inga underarter finns listade i Catalogue of Life.